# Boulevard de la Madeleine
O Boulevard de la Madeleine forma o limite entre o 1.º arrondissement de Paris de um lado, o 8.º e o 9.º arrondissements do outro.

## Localização e acesso
Faz parte da cadeia dos Grands Boulevards composta, de oeste a leste, pelas avenidas de Madeleine, des Capucines, des Italiens, Montmartre, Poissonnière, Bonne-Nouvelle, Saint-Denis, Saint-Martin, du Temple, des Filles-du-Calvaire e Beaumarchais.
Este local é servido pelas estações de metrô Opéra e Madeleine.

## Origem do nome

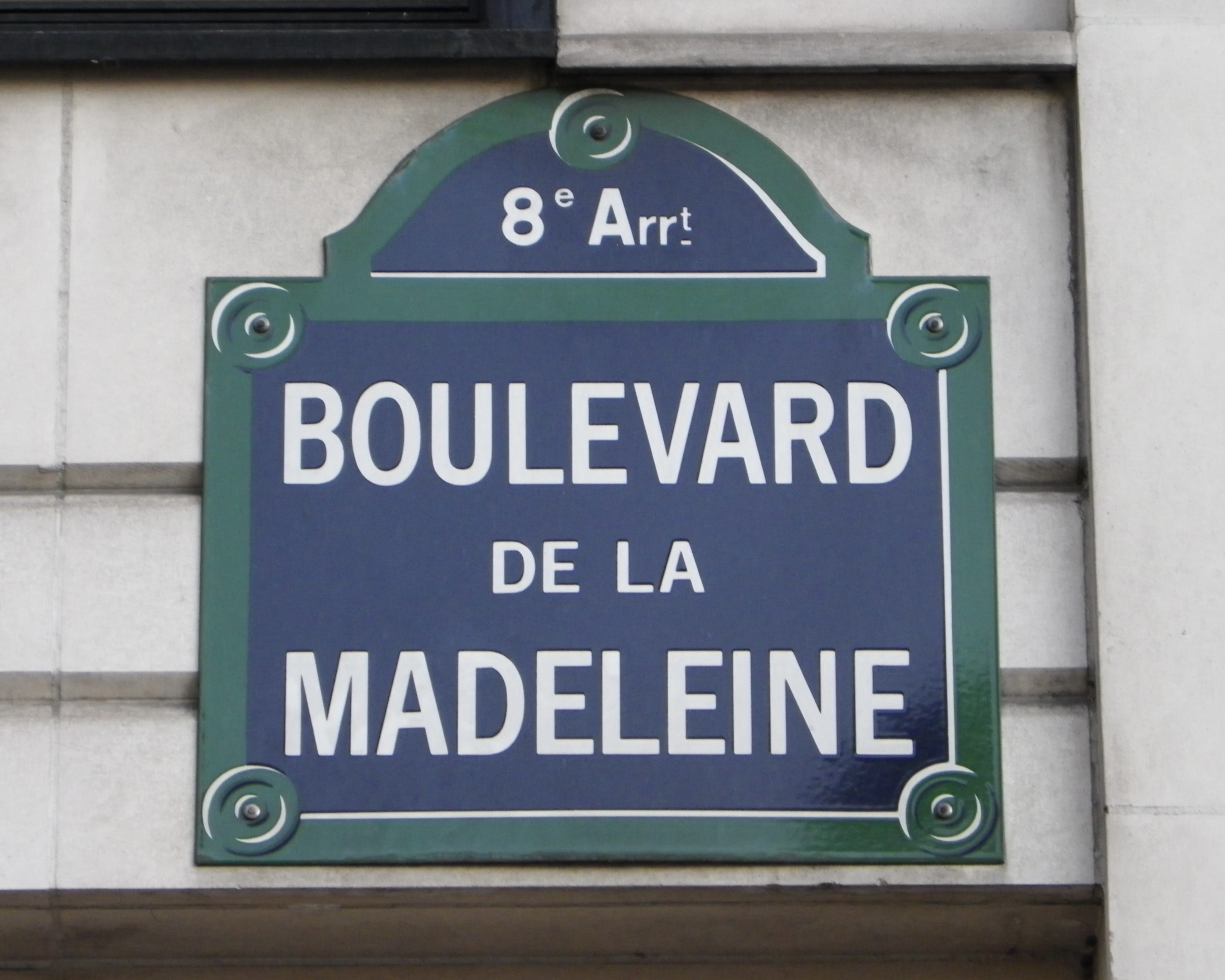
Placa do Boulevard de la Madeleine em Paris.

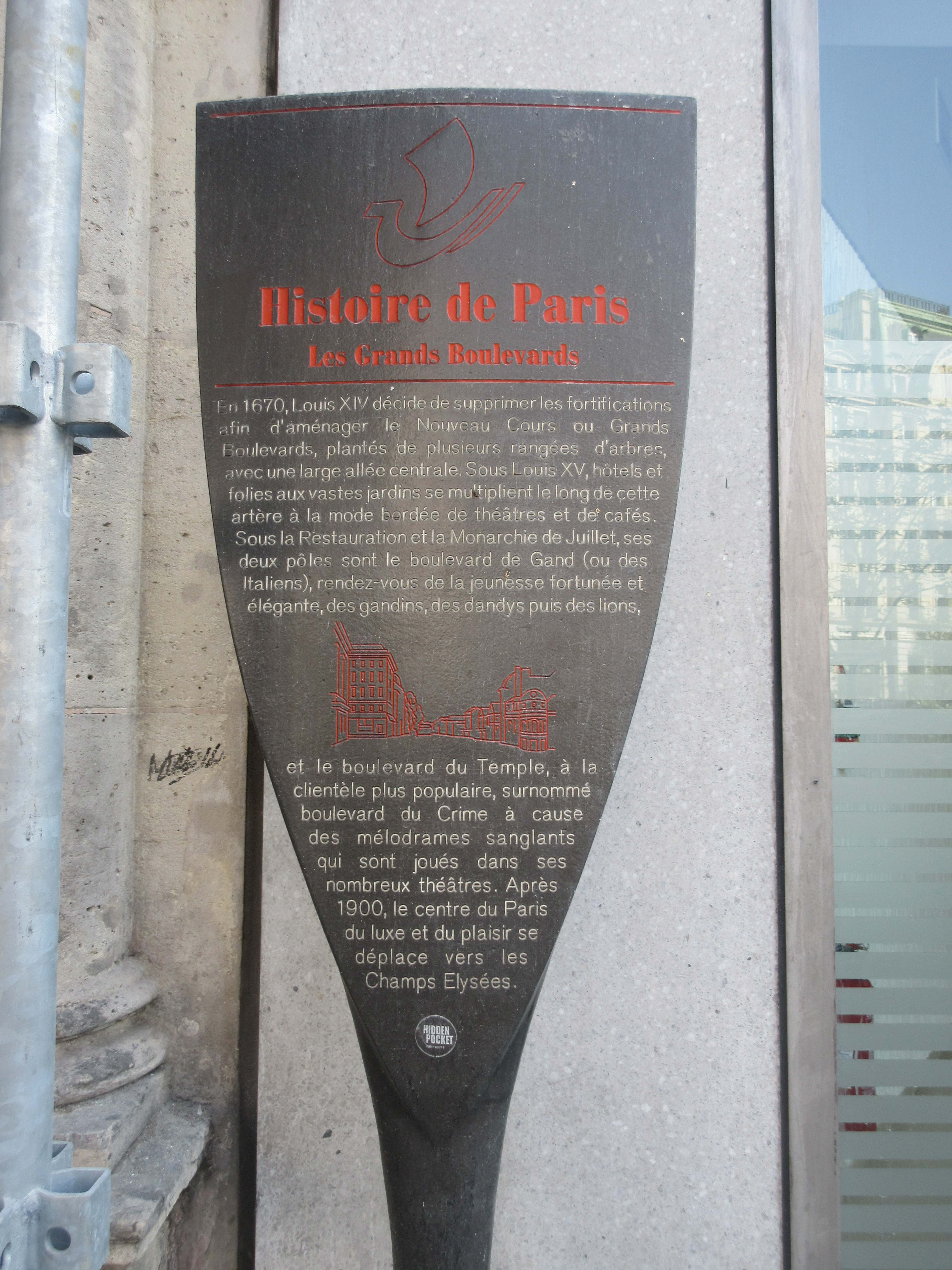
Painel da História de Paris

A avenida deve o seu nome à vizinha Igreja de la Madeleine.

## Histórico
O Boulevard de la Madeleine foi criado no local ou próximo ao Muro de Luís XIII após a supressão decidida em 1670 desta fortificação, que se tornou obsoleta. Está incluído na rede viária em virtude das cartas-patentes de julho de 1676.
Durante a Revolução, este boulevard, como os boulevards des Capucines e des Italiens, recebeu o nome de "Boulevard Cerutti", do nome do homem de letras e jornalista francês de origem italiana, Giuseppe Cerutti.
Durante a Revolução de Julho, o percurso foi palco de confrontos entre os insurgentes e a tropa.
Em 1858, durante o desenvolvimento do bairro da Opéra, o boulevard absorveu a parte da rue Basse-du-Rempart que corria ao longo dele para o noroeste (números ímpares). A sua localização é visível pelo alargamento da calçada entre a Rue de Sèze e a Place de la Madeleine, que possui uma fileira dupla de árvores.

## Edifícios notáveis e lugares de memória

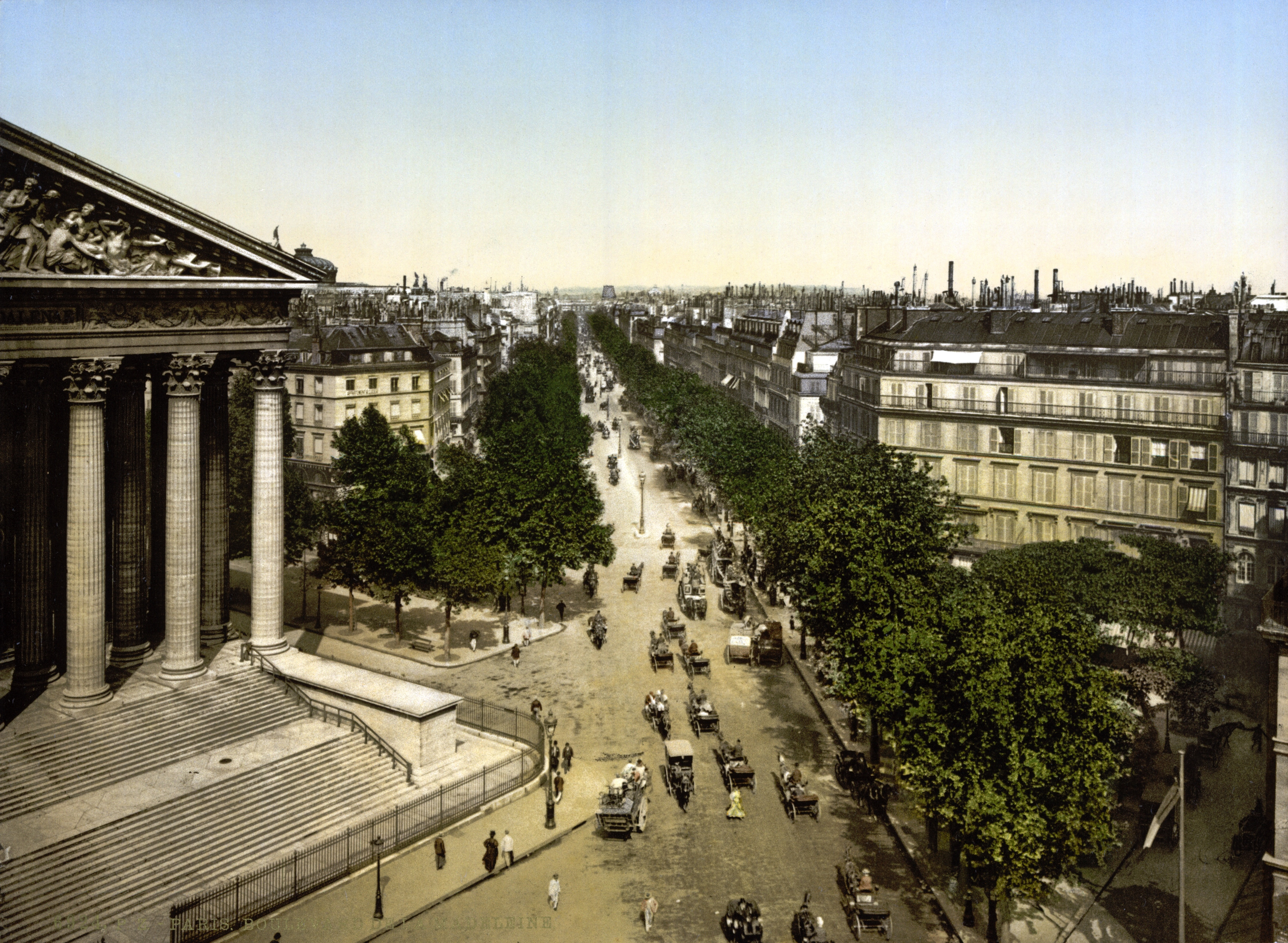
Boulevard de la Madeleine entre 1890 e 1905.

- No 5: aqui ficava na década de 1920, a galeria Adolphe Le Goupy.[2]
- No 8: o térreo ainda mantém parentesco com o cinema Cinintran, inaugurado em 2 de março de 1935, pelos arquitetos Pierre de Montaut e Adrienne Gorska. A iniciativa partiu do jornal L'Intransigeant. O dossiê discutido durante a inauguração se refere ao caso Hauptmann, cujo julgamento acabou de terminar em fevereiro em Flemington.[3]
- No 11: no térreo, magasin Bally, loja conceito parisiense inaugurada em 1929, projetada por Robert Mallet-Stevens (destruída).
- No 11: localização da sala de chá dos chocolates La Marquise de Sévigné, decorada por Maurice Leloir, destruída no início dos anos 1970 para reforma de uma agência bancária.
- No 11: no mezanino do prédio morreu Rose Alphonsine Plessis (conhecida como Marie Duplessis), que ficou famosa por Alexandre Dumas filho, com o nome de La Dame aux camélias, e por Giuseppe Verdi em sua ópera La Traviata.[4] Hillairet relata que o número 11 de 1847 é o 15 atual.

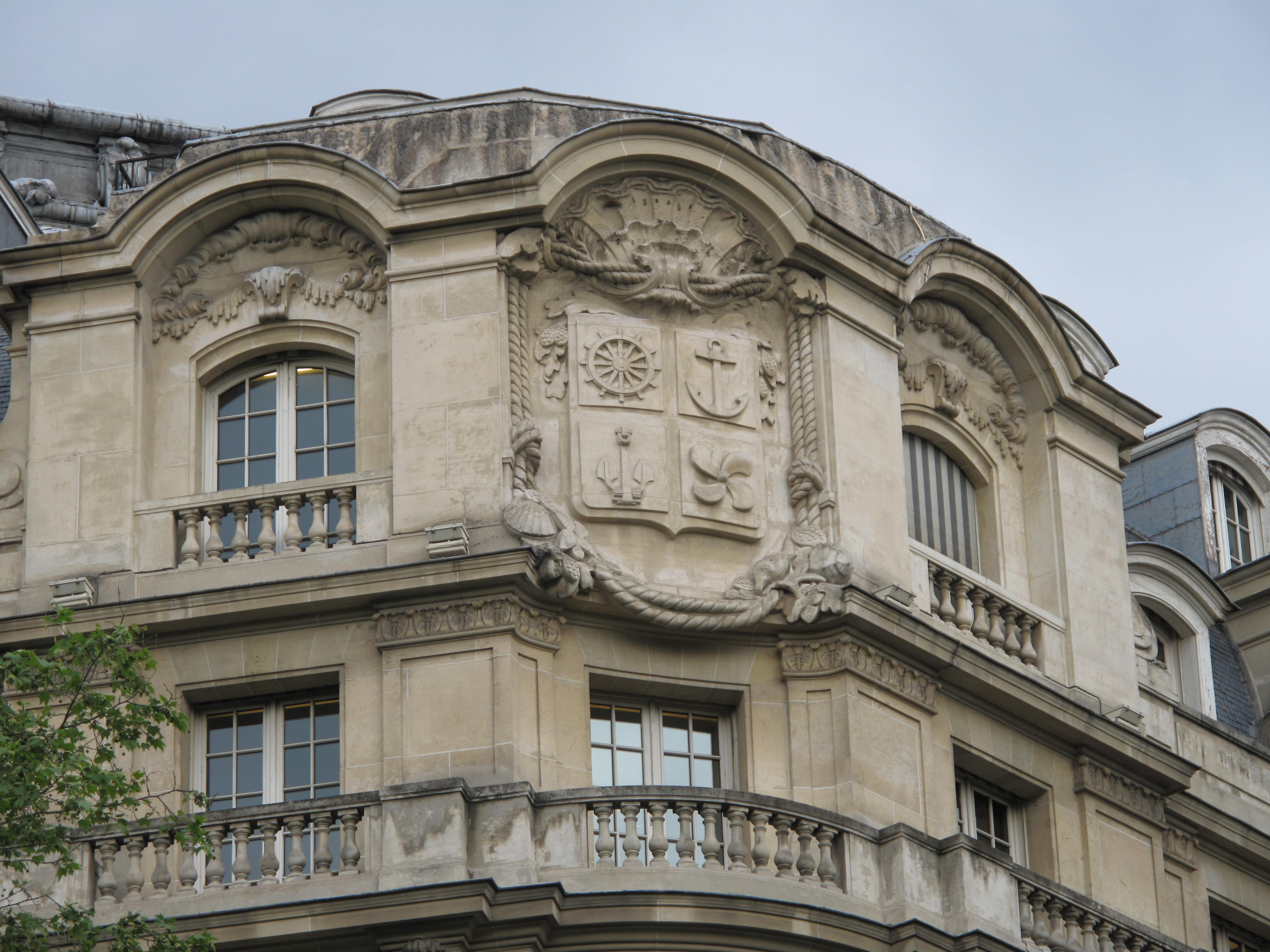
Baixo-relevo no antigo Hôtel da Compagnie des Messageries Maritimes.

- No 12: hôtel da Compagnie des Messageries Maritimes. De inspiração clássica, construída pelo arquiteto J. de Saint-Maurice e pelos engenheiros de construção Lugagne e de Bouillanne em 1916, a antiga sede da Compagnie des messageries maritimes é um grande imóvel, entre o boulevard e a Rue de Sèze, a Rue Vignon (22 janelas da frente) e a Rue Godot-de-Mauroy. Suas paredes preservam esculturas marítimas e baixos-relevos. A transferência da sede das Messageries maritimes do Boulevard de la Madeleine em Paris para a Torre Winterthur em La Défense ocorreu em 1975.
- Nos 21-23 e no 20 Rue Duphot: localização de antigas grandes magazines « Aux Trois-Quartiers ».[5]
- No 25: localização da Galerie Bernheim-Jeune, de 1906 à 1925.